# Szczęsny Rutkowski

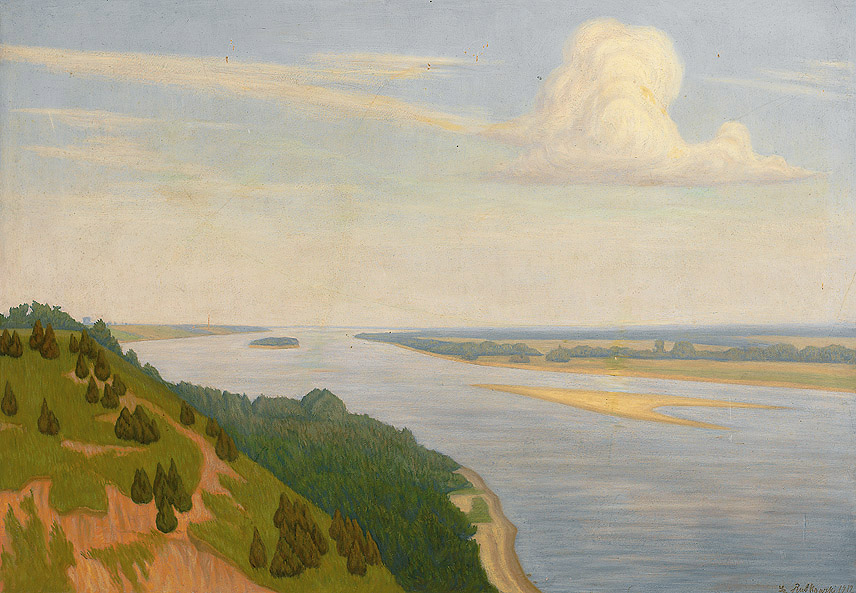
Szczęsny Rutkowski - Krajobraz z rzeką (1917)

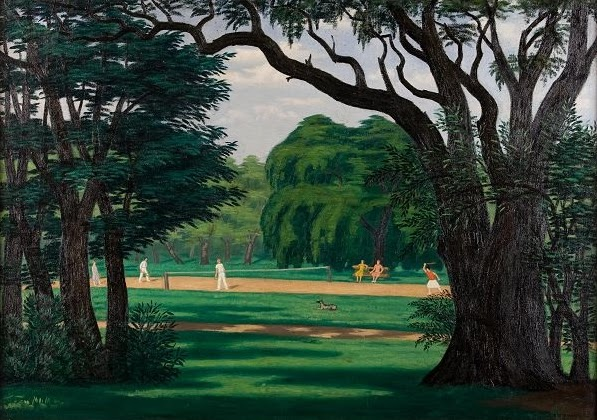
Szczęsny Rutkowski - Partia tenisa (1929).

Szczęsny Rutkowski (ur. 15 sierpnia 1887 w Szpetalu Górnym, zm. 2 grudnia 1940 w KL Dachau) – polski malarz, publicysta i krytyk artystyczny. 

## Życiorys
Urodził się 15 sierpnia 1887 w Szpetalu Górnym, w rodzinie Zdzisława Rutkowskiego herbu Pobóg (1861–1927), właściciela ziemskiego, dziedzica Szpetala, i Emilii z Wittke-Jeżewskich (ur. 1863). Ukończył IV Gimnazjum w Warszawie. Studia rozpoczął w roku 1915 w warszawskiej Szkole Sztuk Pięknych. Kontynuował je w Krakowskiej Akademii Sztuk Pięknych oraz w Paryżu i Rzymie. Był twórcą wystroju warszawskich klubów „Pod Pikadorem” (1918) i klubu Futurystów Polskich w Hotelu Europejskim (1919).  
W 1920 podczas wojny polsko-bolszewickiej służył jako ochotnik w Wojsku Polskim. 
W latach 20. XX w. kilkakrotnie brał udział w wystawach Formistów. Zajmował się historią i krytyką sztuki. Był autorem monografii Edwarda Wittiga (1925) i Jacka Mierzejewskiego (1927) oraz książki Osiedla Ludzkie (1932). W książce W 150 dni naokoło świata (1928) opisał wrażenia z podróży „dookoła świata”, którą rozpoczął pod koniec 1927 roku. 
Współpracował z „Tygodnikiem Ilustrowanym”, „Kurierem Polskim”, „Światem” oraz miesięcznikiem „Dom Osiedle Mieszkanie” wydawnictwa „Rój”. W latach 1933–1935 był dyrektorem Instytutu Propagandy Sztuki. Współzałożyciel i wiceprezes Towarzystwa Kultury i Sztuki Słowa. Dwukrotnie żonaty. Pierwszą żoną w latach 1919–1927 była Wanda z Melcerów, poetka, od 1929 był mężem Eugenii Taras.
Podczas II wojny światowej został aresztowany w 1940 i wywieziony do obozu koncentracyjnego w Dachau. Tam 2 grudnia 1940 zmarł na zapalenie płuc. Urna z prochami została złożona na cmentarzu parafialnym w Szpetalu Górnym.

## Dzieła
- Edward Wittig – Monografie artystyczne t. III : Gebethner i Wolff : 1925.
- Jacek Mierzejewski - Monografie artystyczne t. XII : Gebethner i Wolff : 1927.
- W 150 dni naokoło świata, Gebethner i Wolff : 1929.
- Osiedla ludzkie - Towarzystwo Wydawnicze w Warszawie : 1932.

## Ordery i odznaczenia
- Krzyż  Oficerski Orderu Leopolda II (Belgia)[4]